# Kiowa
|  | Per a altres significats, vegeu «Kiowa (desambiguació)». |

El kiowa és una llengua kiowa-tano parlada actualment pels kiowes d'Okhlahoma, originalment es va parlar principalment al comtat de Caddo, el comtat kiowa i el comtat de Comanche. El centre tribal kiowa està situat a Carnegie (Oklahoma). Com la major part de llengües indígenes dels Estats Units actualment és una llengua amenaçada amb l'extinció.

## Aspectes històrics, socials i culturals

### Ús i distribució
Laurel Watkins va assenyalar en 1984 que de les estimacions de Parker McKenzie només unes 400 persones (la major part d'ells amb més de 50 anys) podrien parlar kiowa i que rarament la llengua era parlada pels nens de la comunitat. Una xifra més recent de McKenzie és que uns 300 adults podrien parlar-lo amb "diferents graus de fluència", aquesta dada és recollida per Mithun (1999) dins d'un grup ètnic de 12.242 kiowes (Cens nord-americà de 2000).
La Intertribal Wordpath Society, una organització sense ànim de lucre dedica a preservar les llengües indígenes d'Oklahoma, va estimar que el nombre màxim de parlants fluents de kiowa en 2006 era de només 400. Un article periodístic de 2013 estimà que només quedaven 100 parlants fluents.

### Esforços de revitalització
Les autoritats de la tribu kiowa ofereixen classes setmanals en la Jacobson House, un centre indígena sense ànim de lucre situat a Norman (Oklahoma). Dane Poolaw i Carol Williams segueixen ensenyant la llengua usant el mètode de Parker McKenzie.
La Universitat de Tulsa, la Universitat d'Oklahoma a Norman i la Universitat de Ciència i Arts d'Oklahoma en Chickasha ofereixen classes de kiowa.
Alecia Gonzales (kiowa-apatxe, 1926–2011), que va ensenyar a USAO, va crear una gramàtica didàctica del kiowa anomenada Thaum khoiye tdoen gyah: beginning Kiowa language.

## Descripció lingüística

### Fonologia
L'inventari consonàntic del kiowa està format per 23 unitats:
|               |            | Bilabial | Dental | Alveolar | Palatal | Velar | Glotal |
| ------------- | ---------- | -------- | ------ | -------- | ------- | ----- | ------ |
| no-continuant | sonora     | b        | d      |          |         | ɡ     |        |
| no-continuant | sorda      | p        | t      | ts       |         | k     | ʔ      |
| no-continuant | aspirada   | pʰ       | tʰ     |          |         | kʰ    |        |
| no-continuant | ejectiva   | pʼ       | tʼ     | tsʼ      |         | kʼ    |        |
| Fricativa     | sorda      |          |        | s        |         |       | h      |
| Fricativa     | sonora     |          |        | z        |         |       |        |
| Nasal         | Nasal      | m        | n      |          |         |       |        |
| Aproximant    | Aproximant | (w)      | l      |          | j       |       |        |
A més el kiowa distingeix sis timbres vocàlics, amb tres nivells distintius obertura i un contrast entre vocals anteriors-posteriors. Totes aquestes vocals distingeixen fonològicament entre varietats llargues/breus, orals/nasals. Les 24 unitats fonològiques vocàliques són:
|         |        | Anterior | Anterior | Posterior | Posterior |
| breu    | llarga | breu     | llarga   |           |           |
| ------- | ------ | -------- | -------- | --------- | --------- |
| Tancada | oral   | i        | iː       | u         | uː        |
| Tancada | nasal  | ĩ        | ĩː       | ũ         | ũː        |
| Mitjana | oral   | e        | eː       | o         | oː        |
| Mitjana | nasal  | ẽ        | ẽː       | õ         | õː        |
| Oberta  | oral   | a        | aː       | ɔ         | ɔː        |
| Oberta  | nasal  | ã        | ãː       | ɔ̃         | ɔ̃ː        |
|         | Anterior | Posterior |
| ------- | -------- | --------- |
| Tancada |          | uj        |
| Mitjana |          | oj        |
| Oberta  | aj       | ɔj        |
Tots els contrasts fonològics en les consonants del kiowa poden ser justificats mitjançant una abundant col·lecció parells mínims i gairebé-mínims. No existeix contrast entre la presència d'una oclusiva inicial glotalitzada o la seva absència.
| AFI  | Exemple | Glossa                 |
| ---- | ------- | ---------------------- |
| /pʼ/ | [pʼí]   | 'germana [de la dona]' |
| /pʰ/ | [pʰí]   | 'foc; turó; pesat'     |
| /p/  | [pĩ]    | 'menjar'               |
| /b/  | [bĩ]    | 'nuvolós'              |
| /tʼ/ | [tʼáp]  | 'cérvol'               |
| /tʰ/ | [tʰáp]  | 'sec'                  |
| /t/  | [tá]    | 'ull'                  |
Les oclusives ejectives i aspirades s'articulen molt enèrgicament. Les oclusives no-aspirades són tenses, mentre que les sonores són laxes. La fricativa alveolar sorda /s/ s'assimila a [š] davant /y/.
| Ortografia | Pronunciació | Glossa        |
| ---------- | ------------ | ------------- |
| sét        | [sét]        | 'os'          |
| syân       | [šẽnˀ]       | '[ser] petit' |
| sân        | [sânˀ]       | 'nen'         |